# يوهان هاينريش زيدلر
يُوهان هاينرِيش زِيدلر (بالأَلمانِيَّة: Johann Heinrich Zedler) ‏ (7 يَنَايِر 1706 - 21 مارِس 1751) ناشِر، ومُؤَلِّفٌ مَوسوعيّ ألمانِيّ. أهمّ مؤلَفاتِه «المَوْسُوعة العالمِيّة» أَشمل موْسُوعة في القرن الثّامِن عَشَر باللُّغَة الأَلمانِيَة.

## انظُر أيضاً
- موْسُوعة.
- مَوسوعيّ.

## وُصلات خارجيّة
- مَوْسُوعة زِيدلر (باللُّغة الأَلمانِيَّة، والإنجليزيّة، والإيطَالِيّة).
- قائِمةٌ كُتُب ومؤلَّفات يُوهان هاينرِيش زِيدلر (أَرْشِيف الإنترنت).
- قائِمةٌ كُتُب ومؤلَّفات يُوهان هاينرِيش زِيدلر (فِهرِس المكتبة الوطنيّة الألمانِيّة).

## وصلات خارجية
- يوهان هاينريش زيدلر على موقع الموسوعة البريطانية (الإنجليزية)